# Trikāya

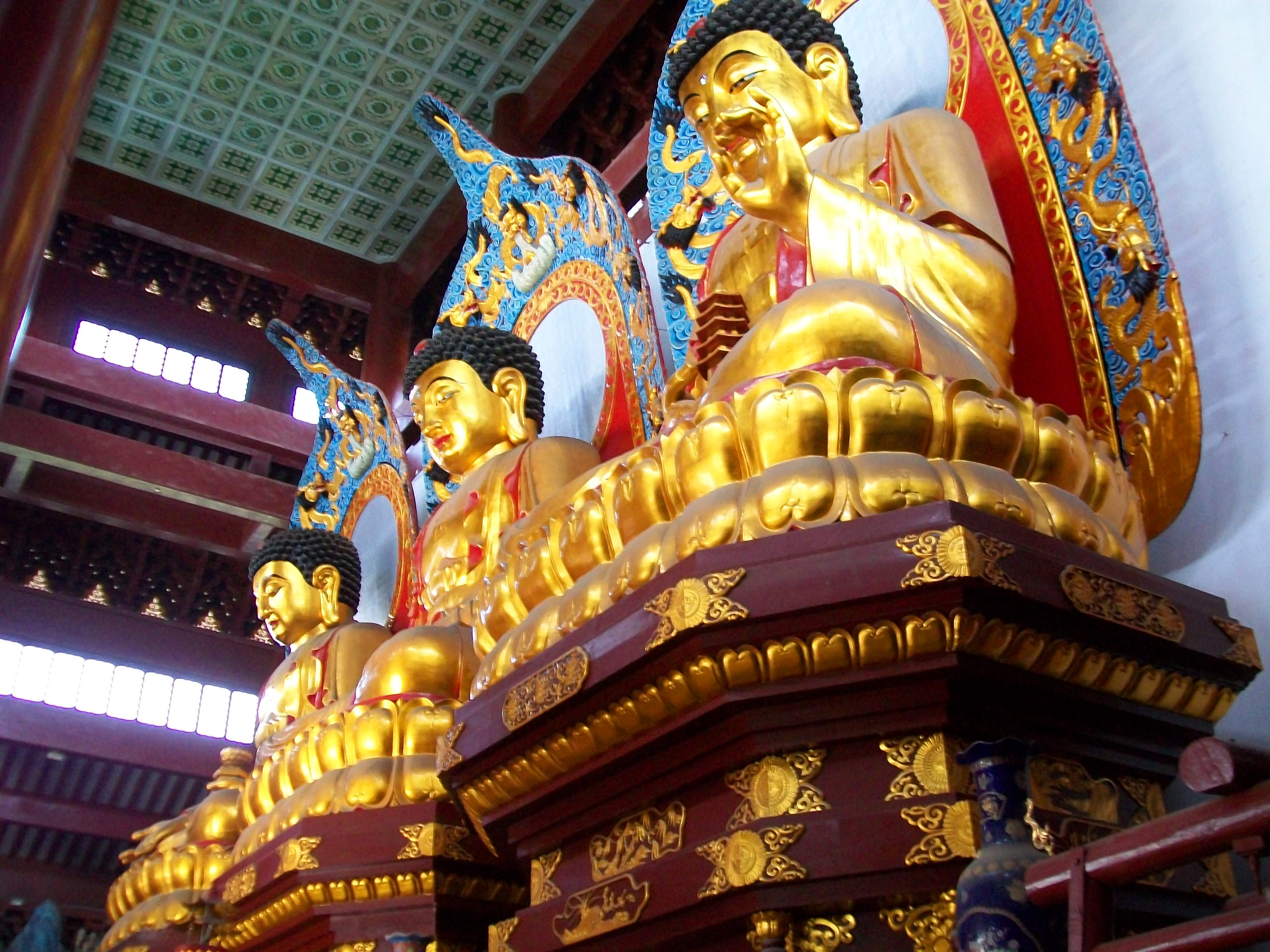
Trois grandes statues du Bouddha au temple de la fleur du Dharma à Huzhou, province du Zhejiang.

Trikāya (sanskrit ; devanagari : त्रिकाय ; tib.སྐུ་གསུམ།  : sku-gsum) ou triple corps des bouddhas désigne dans le theravāda, le mahāyāna et le vajrayāna, trois plans d'expression de l'éveil, ou encore dimensions de la réalité.

## Les trois corps dans leTheravāda
Le Canon pāli désigne trois corps de Gautama Bouddha : 
- son corps formel fait des quatre éléments (pāli caturmahābhūtikāya), soit le corps historique de Gautama.
- le corps mental (pāli manomayakāya) par lequel Gautama se rendait dans les royaumes divins
- le corps de la doctrine (pāli dhammakāya), l'ensemble des enseignements, qui demeurent un certain temps après la mort de Gautama.

Le concept prend de l'importance dans l'école Sarvāstivādin qui reconnaît les trois corps suivants : 
- dharmakāya (corps du Dharma), corps supramondain (lokottara) non physique ;
- vipākakāya (corps de rétribution) ou Rūpakāya, corps physique ;
- nirmāṇakāya (corps d'émanation) par lequel Gautama Bouddha manifeste sa détermination (adhiṣṭhāna) à sauver les êtres.

Les adeptes du Theravāda refusent de tels développements ainsi que les développements ultérieurs du Mahâyâna. Selon Môhan Wijayaratna :
Il est possible que cette doctrine ait été créée par les brahmanes qui se sont convertis, un peu malgré eux, au bouddhisme, celle-ci leur ayant été très utile pour y "ranger" leurs anciennes théories théistes. De toute façon, c'est une doctrine complètement étrangère au bouddhisme originel, et dans le Canon pâli il n'y a pas la moindre allusion à un tel concept. En outre la tradition pâli a toujours rejeté l'idée que le corps du Bouddha était surhumain ou qu'il possédait un corps éternel.

## Les trois corps dans le Mahâyâna
Le Mahâyâna distingue “Trois Corps” qui ne sont pas des entités séparées mais des expressions de l'ainsité (tathatā) qui est une : 
- Le dharmakāya (tib. chos sku ཆོས་ཀྱི་སྐུ།, ch. Fǎshēn 法身 ou Zìxìngshēn 自性身 ), le corps du Dharma, de réalité absolue : la dimension de vacuité ou de l'Éveil, son essence non-objectale à laquelle le bouddha s’est éveillé. C'est un corps sans forme, arūpa.
- Le sambhogakāya (tib. long spyod rdzogs pa'i sku ལོངས་སྤྱོད་རྫོགས་པའི་སྐུ།, Shòuyòngshēn 受用身) le corps de jouissance, de félicité, ou de rétribution : c'est le premier des corps formels, enseignant aux grands bodhisattvas et les amenant à la maturation complète de leur bouddhéité[4]. Il exprime la sagesse des cinq perfections ; « jouissance » réfère autant à la félicité inhérente à cette dimension, qu'à la jouissance des facultés éveillées, acquises en tant que résultat de « l'accumulation du mérite »[5].
- Le nirmāṇakāya (tib. sprul sku སྤྲུལ་སྐུ, ch.Biànhuàshēn 變化身), le corps d'émanation, d'apparition ou de manifestation, l’incarnation ultimement illusoire se manifestant dans les différents domaines du saṃsāra par compassion pour les êtres animés, autrement dit les actions bienveillantes d’un bouddha pour sauver les êtres vivants et la forme physique qu’il emprunte dans ce but.

Conjointement ces deux derniers corps forment le rūpakāya, « corps formel » ou « corps charnel, corps de chair », c'est-à-dire perceptible.

## Exemples
Les classifications données ci-dessous ne sont vraiment que des exemples plus courants; et dépendant des lignées, et ce dans une même école, on en trouvera d'autres au gré des sources. Principalement, Amitābha, Vajradhara et Vajrasattva peuvent être dharmakāya ou sambhogakāya. Ici, dans l'Ati yoga, on peut considérer que Garab Dorjé (Prahévajra) est le Nirmāṇakāya à l'origine de ces enseignements, mais selon notre source, Vajrasattva est le nirmānakāya du monde des devas, qui les a transmis à Garab Dorjé du monde humain. En retour, par sa réalisation complète de sa bouddhéité, Garab Dorjé a lui-même manifesté l'épanouissement du triple corps.
| Contexte ~>  | Mahāyāna  | Uttara tantra,  | Uttara tantra, | Ati yoga      | Bīja |
| ------------ | --------- | --------------- | -------------- | ------------- | ---- |
| Dharmakāya   | Vairocana | Amitābha        | Samantabhadri  | Samantabhadra | AOM  |
| Sambhogakāya | Manjushri | Avalokiteshvara | Vajrayoginī    | Vajradhara    | AH   |
| Nirmāṇakāya  | Śāntideva | Padmasambhava   | Yeshe Tsogyal  | Vajrasattva   | HOUM |

AOM AH HOUM est le mantra du trikāya, donc l'un des plus importants du mahāyāna. Ces trois syllabes sont des « bījas » c'est-à-dire les « semences », ou « syllabes-essence » condensant chacune des manifestations de l'univers dans la théorie des mantras. Autre exemple: DHI, qui est le bīja de Manjushri, bodhisattva de sagesse.

## Pratique méditative
Les trois corps sont en corrélation étroite avec les trois portes (skt. tridvara) :

La doctrine du trikāya, des trois corps du Bouddha, peut certainement être exprimée en termes de corps, de parole et d’esprit, le nirmanakāya représentant son corps Éveillé, le sambhogakāya sa communication Éveillée, et le dharmakāya son esprit Éveillé.
« Les Trois Corps sont les suivants : d’abord, le Corps du Dharma d’un Ainsi-Venu ; deuxièmement, le Corps de rétribution d’un Ainsi-Venu ; et, troisièmement, le Corps de manifestation d’un Ainsi-Venu. Tous les bouddhas possèdent invariablement ces Trois Corps d’un Ainsi-Venu. Si nous prenons la lune à titre d’illustration, nous pouvons dire qu’elle est comparable au Corps du Dharma, sa lumière au Corps de rétribution, et son reflet au Corps de manifestation. De même qu’une seule lune a ces trois aspects différents, un seul bouddha possède également les vertus de ces Trois Corps différents. »
[…] Le Grand Maître Tiantai a dit [dans Commentaire textuel du Sūtra du Lotus, 法华 文句 (jp : Hōkke Mongu), abrégé de : 妙法蓮華經 文句 (zh : Miàofǎliánhuājīng wénjù ; jp : Myōhōrengekyō Mongu)] : « Le Bouddha possède constamment les Trois Corps à travers les trois phases de l’existence. Mais dans les divers enseignements, il garda cela secret et ne le transmit pas. (…) la formule “il garda cela secret et ne le transmit pas” signifie que, dans tous les écrits, à part le chapitre [XVI], « Durée de la vie », du Sūtra du Lotus, le bouddha Shakyamuni, seigneur des enseignements, a dissimulé [ce secret] et s’est abstenu de l’exposer. »

## Évolution
L'émergence du concept de trikāya suit étroitement l'évolution de la compréhension de la bouddhéité. Dans un premier temps le dharmakāya reste simplement le corpus, des enseignements, autre sens de dharma. Avant de mourir Bouddha affirme:
« Par conséquent, Ananda, il vous faut maintenant vivre comme des îles, en étant votre propre refuge et sans que personne d'autre ne le soit, comme si le Dharma constituait une île, avec le Dharma pour seul et unique refuge.  »
De son vivant le bouddha Shākyamuni est doué de facultés miraculeuses qui sont encore dans les limites du plein potentiel humain, et Gautama en est la réalisation idéale.
Dans un second temps des divergences apparaissent: 
- Les Sarvāstivādins, distinguant le rūpakāya du dharmakāya, affirment que l'on ne prend vraiment refuge qu'en ce dernier, Gautama étant inaccessible et passé en parinirvāṇa après avoir accompli sa mission.
- Pour les Mahasanghikas, Shākyamuni, pleinement éveillé, est venu sur terre afin d'enseigner; son éveil à Bodh Gaya, ses activités et sa mort ne sont qu’exemplaires [15], et par là didactiques (upāya). À la suite de son vœu de bodhisattva, Shākyamuni était « rené » délibérément pour poursuivre son développement, jusqu'à la pleine bouddhéïté, par laquelle il n'a plus à mourir au sens commun.

Finalement nous arrivons aux conceptions proprement mahāyānistes, avec l'introduction des concepts de: 
- tathatā, l'« être-ainsi » de la nature ultime, au-delà de l'être et du non-être;
- et de tathāgatagarbha, la « matrice des ainsi-venus », des tathāgatas, le terme par lequel Shākyamuni se désignait lui-même en tant qu'Éveillé.

En identifiant tathatā et dharmakāya, et « puisque la tathatā est inhérente à tous les objets et imprègne l'univers entier, le dharmkāya devient un corps cosmique ainsi que le principe supportant tous les phénomènes. C'est pourquoi le dharmakāya est considéré comme le Bouddha.», ou plus précisément comme l’ādibuddhā ou « Bouddha primordial».
Dès lors il devient possible de prendre refuge en l'Éveil même (bodhi) sous ces diverses appellations, mais aussi, autre innovation mahāyāniste, dans l'infinité des bouddhas particuliers à travers les univers.

### Société théosophique
Selon Helena Blavatsky : « Nirmânakâya est cette forme éthérée que l'on prendrait lorsque quittant le corps physique, on apparaîtrait dans son corps astral, si l'on avait en outre toute la connaissance d'un Adepte. Le Bodhisattva développe cette forme en lui-même à mesure qu'il avance sur le Sentier. Ayant atteint le but et refusé son fruit, il reste sur cette Terre comme Adepte ; et quand il meurt, au lieu d'aller en Nirvâna, il reste dans ce corps glorieux qu'il a tissé pour lui-même, invisible à l'humanité non initiée, pour la surveiller et la protéger.
Sambhogakâya est la même chose, mais avec le lustre additionnel de "trois perfections" dont l'une est l'oblitération entière de toute préoccupation terrestre.
Le corps Dharmakâya est celui d'un Bouddha accompli, c'est-à-dire pas de corps du tout, mais un souffle idéal ; la Conscience engloutie dans la Conscience Universelle, ou l'Ame vide de tout attribut. Une fois devenu un Dharmakâya, un Adepte ou Bouddha laisse derrière lui toute relation possible avec la terre, toute pensée même de la terre. Ainsi, pour pouvoir aider l'humanité, un Adepte qui a gagné le droit an Nirvâna "renonce au corps Dharmakâya" en langage mystique ; ne garde de Sambhogakâya que la grande et complète connaissance, et reste dans son corps Nirmânakâya. L'école ésotérique enseigne que Gautama Bouddha, de même que plusieurs de ses Arhats, est un Nirmânakâya de ce genre, et qu'au-dessus de lui, à cause de son grand renoncement et de son sacrifice au genre humain, il n'y en a pas de connu. »

## Autres kāyas
On rencontre à l'occasion quelques autres kāyas :
- le svābhāvikakāya (tib. ngo bo nyid kyi sku ), corps de nature essentielle, co-émergence spontanée du triple corps.
- le mahāsukhakāya (tib. bde ba chen po'i sku), corps de grande aisance, ou bonheur, équivalent au vajrakāya, corps inaltérable, litt. de diamant-foudre. (voir Vajra)

Voici un exemple de description :
L'essence de l'esprit de tous les êtres sensibles
Est, depuis le tout début, l'essence des Éveillés.
C'est-à-dire que l'essence de vacuité est le dharmakāya qui ne survient pas,
La pure et distincte luminosité est le sambhogakāya,
La capacité multipliée et désobstruée est le nirmānakāya,
L'indivisible unité des trois est le svabhavikakāya,
Et leur complète immuabilité est le mahāsukhakāya.
Sur un plan plus spéculatif, mais d'importance dans la visualisation de mandalas: 
- Les quatre corps correspondent aux quatre activités des Bouddhas : pacifier, enrichir, magnétiser ou séduire, et subjuguer.
- Les cinq corps correspondent aux Cinq dhyani bouddhas, eux aussi associés aux activités, augmentées d'une cinquième: accueillir ou accepter. Cette dernière classification donne alors lieu à toute une série de correspondances variées et quelquefois contradictoires, avec les bouddhas, bodhisattvas et parèdres ou dākinis respectifs, les éléments, les directions, les couleurs, bījas, mudrās, etc.

La plus importante de ces séries d'association est celle des Cinq sagesses et de leur distorsions (kleshas) correspondantes. > Pour un survol de ces correspondances voir les tableaux de Cinq dhyani bouddhas et Mani (mantra).
Finalement on distingue encore l'abhisambodhikāya (tib. mngon par byang chub pa'i sku), corps de complet éveil manifesté, par lequel un Bouddha peut émaner un nombre incalculable de nirmānakāyas pour le bénéfice des êtres à guider vers l'éveil, en s'adaptant à la diversité de leurs conditions dans les six destinées, ou domaines d'existence, des paradis jusqu'aux enfers.
Par ironie, Lama Surya Das (en) a forgé le terme neurotikāya, corps de névrose, pour désigner l'ensemble de nos attitudes et émotions conflictuelles.
Certains ont voulu voir un parallèle du Trikāya à la Sainte Trinité chrétienne, Jésus, le Verbe incarné, correspondant clairement au nirmānakāya.